# Town of Salem
Town of Salem är ett strategispel online för flera spelare, utvecklat och publicerat av indiespelsutvecklaren BlankMediaGames. Det släpptes den 15 december 2014. Tidiga alfa- och betaversioner var endast webbläsarbaserade. Den 14 oktober 2018 släpptes spelet för mobila iOS- och Android-plattformar efter en framgångsrik insamling på Kickstarter.
Town of Salem är en av de största onlineversionerna av det klassiska deduktionsspelet Maffia, och hade över 5 miljoner registrerade användare vid juni 2017.

## Spelsätt
Spelet är inspirerat av partyspelen Varulv och Maffia, där spelare i hemlighet tilldelas roller som tillhör olika lag. I de enklaste versionerna finns endast ett ont och ett gott lag. Alla lag vill ha kontroll över staden och försöker därmed eliminera alla andra lag. Spelare använder en kombination av rollförmågor, lagarbete, kommunikation, deduktion och bedrägeri för att segra.
I grundspelet finns tre rollinriktningar: stad, maffia och neutral. Varje spelare tilldelas slumpmässigt en roll, som bestämmer deras mål för spelet. Maffians mål är att döda alla stadsbor, medan stadens mål är att avrätta maffian via en allmän röstning. Neutrala roller har sina egna unika mål som kan komma att stå i konflikt med både staden och maffian.
En match består av rundor som byter mellan natt och dag. Under natten utförs alla handlingar, medan dagen används till att diskutera och rösta fram någon till avrättning. De flesta roller har en unik förmåga som de kan använda under natten, till exempel att skydda en annan spelare eller få reda på deras roll. De onda spelarna kan sabotera samt döda andra spelare under natten, och alla spelare har möjlighet att skriva anteckningar i sitt testamente.
Efter natten byter det till dag, om någon har dött så visas deras testamente för alla spelare. Under dagen använder spelarna det de har lärt sig för att anklaga någon för att vara ond. Spelarna röstar om någon och i sådana fall vem som ska elimineras. Om röstningen går igenom avrättas personen i mitten av torget och deras testamente avslöjas. Spelet fortsätter tills någon av sidorna uppnår sitt vinstvillkor.

## Utveckling
Under de första åren efter lanseringen av Starcraft II: Wings of Liberty 2010 utvecklades ett antal spel med StarCraft 2-redigeraren som ingick i spelet. Dessa spel kan visas i Arcade-delen av StarCraft 2. Många blev extremt populära. En av dem var en iteration av Maffia, som senare inspirerade Town of Salem.
Den 13 september 2014 startade utvecklarna en insamling för att släppa spelet på Steam, med ett mål på $30000. Insamlingen slutade efter 35 dagar och hade då samlat in $114197 från totalt 7506 stöttare. Steam-versionen släpptes den 14 december.
Från och med mars 2020 finns det nio spellägen tillgängliga i grundspelet. Spelet är för grupper om 7-15 spelare, och har 50 olika roller (inklusive de från The Coven-expansionen).

### Spelportar
Den 31 mars 2016 inleddes ytterligare en insamling av Kickstarter efter lanseringen av en mobil betaversion av spelet. Insamlingen försökte stödja ytterligare utveckling mot en färdig mobilversion. Den 28 september 2018, efter två års utveckling, släpptes en lanseringstrailer för mobilspelet på YouTube. Spelet, som nu använder en unity-baskod, släpptes gratis att spela i Apple App Store och Google Play den 14 oktober. Det innehöll en omfattande ändring av användargränssnittet, till ett som var mer ergonomiskt, hade fler och förbättrade animationer och bättre grafik.
Den 2 april 2019 tillkännagav BlankMediaGames utvecklingen av en Unity-version av webbläsaren och Steam-spelet på grund av att Adobe Flash Player avbröts 2020. Beta-versionen för opt-in var endast tillgänglig på Steam den 24 juli. Den 28 oktober 2019 släpptes Steam Unity-klienten officiellt. Den tidigare gratisbaserade Flash-baserade webbversionen var fortfarande tillgänglig i flera månader efteråt. Den 28 maj 2020 uppdaterades också den webbläsarbaserade klienten för att använda Unity-motorn.

### Town of Salem - Kortspelet
Den 15 april 2016 inleddes insamlingar för en kortspelversion av Town of Salem. Det samlades in 389005 dollar från 9551 stöttare på 30 dagar och överträffade sitt mål på 10000 dollar. Kortspelet liknar mer det ursprungliga maffia-partyspelet, där spelare stänger ögonen under natten och turas om att använda sina förmågor med hjälp av en mänsklig moderator.

### The Coven
Den 16 maj 2017 tillkännagavs expansionspaketet The Coven. Expansionen lade till femton nya roller, tre nya spellägen, och ett nytt lag; "The Coven". Två roller från expansionen, Ambusher och Hypnotist, tillkom så småningom till grundspelet den 20 oktober 2020. Expansionen släpptes i juni 2017 för $10, med 50% rabatt för spelare som köpte spelet via Steam.

## Dataintrång
Ett dataintrång som drabbade över 7,6 miljoner spelare i Town of Salem avslöjades i ett mejl till säkerhetsföretaget DeHashed den 28 december 2018. Överträdelsen innebar en kompromiss mellan servrarna och tillgång till en databas som innehöll 7 633 234 unika e-postadresser. Databasen innehöll också IP-adresser, lösenord och betalningsinformation. Vissa användare som betalade för premiumfunktioner hade enligt uppgifter även fått intrång på deras faktureringsinformation och data. Utredningsreporter Brian Krebs kopplade hackarna till Apophis Squad, en grupp som tidigare gjort bombhot mot tusentals skolor och denial-of-service (DoS) attacker.

## Mottagande
År 2020 dubbade PC Gamer spelet till ett av de bästa gratis webbläsarspelen. De beskrev spelet som svårt att förklara, men lätt att förstå. Mat Cox från Rock, Paper, Shotgun beskrev spelet som "an online hidden role game with no friends or eyeballs, and a whole load of bullshit.". Cox fortsatte med att kritisera spelet för att vara för komplicerat och att spelupplevelsen "kändes tom" på grund av att interaktionerna inte skedde öga-mot-öga, istället för bakom datorskärmen.